# Hylaeus hurdi
Hylaeus hurdi är en biart som beskrevs av Roy R. Snelling 1966. Hylaeus hurdi ingår i släktet citronbin, och familjen korttungebin. Inga underarter finns listade i Catalogue of Life.